# Armada Nacional (Uruguay)
La Armada Nacional (de la República Oriental del Uruguay) è la Marina militare dell'Uruguay e parte integrante delle forze armate uruguaiane.

## Mezzi aerei
Sezione aggiornata annualmente in base al World Air Force di Flightglobal del corrente anno. Tale dossier non contempla UAV, aerei da trasporto VIP ed eventuali incidenti accorsi durante l'anno della sua pubblicazione. Modifiche giornaliere o mensili che potrebbero portare a discordanze nel tipo di modelli in servizio e nel loro numero rispetto a WAF, vengono apportate in base a siti specializzati, periodici mensili e bimestrali. Tali modifiche vengono apportate onde rendere quanto più aggiornata la tabella.
| Aeromobile                   | Origine     | Tipo                              | Versione (denominazione locale) | In servizio (2023) | Note |
| Aerei per impieghi speciali  |             |                                   |                                 |                    | |
| Beechcraft King Air 200      | Stati Uniti | aereo da pattugliamento marittimo | B200T                           | 1                  | 1 B200T entrato in servizio agli inizi degli anni ottanta e sottoposto ad un programma di aggiornamento nel 2018. L'aggiornamento comprende motori P&W PT6A-41 con eliche tripala Hartzell, finestrini ovali per l'osservazione, installazione di due radar, un AIS per l'identificazione delle navi, revisione della cellula, aggiornamento dei sistemi di comunicazione e di armamento. |
| Cessna O-2 Skymaster         | Stati Uniti | aereo da osservazione             | O-2A                            | 3                  | 3 O-2A ex Armada de Chile consegnati ad agosto 2018. |
| Aerei da trasporto           |             |                                   |                                 |                    | |
| Beechcraft King Air 200      | Stati Uniti | aereo da trasporto                | B200                            | 1                  | |
| Aerei da addestramento       |             |                                   |                                 |                    | |
| Beechcraft T-34 Mentor       | Stati Uniti | aereo da addestramento            | T-34C-1                         | 2                  | |
| Elicotteri                   |             |                                   |                                 |                    | |
| Aérospatiale AS 355 Écureuil | Francia     | elicottero utility                | AS 355                          | 1                  | |
| MBB Bo 105                   | Germania    | elicottero antinave               | Bo105                           | 2                  | 6 in organico all'aprile 2018. |
| Agusta-Bell AB 412           | Italia      | SAR                               | AB 412CP                        | 2                  | 2 AB-412CP ex Guardia costiera italiana ordinati a gennaio 2018. Il primo esemplare è stato consegnato il 18 settembre 2020. Il secondo ed ultimo esemplare è arrivato in Uruguay il 14 gennaio 2021. |
| Bell OH-58 Kiowa             | Stati Uniti | elicottero da addestramento       | OH-58A+IH-6B                    | 10                 | 1 OH-58A+ ex US Army consegnato a gennaio 2020. 2 IH-6B (Bell 206B-3) donati dalla Marina Militare brasiliana a maggio 2025, che saranno presi in consegna alla fine dello stesso mese. |